# 維壹

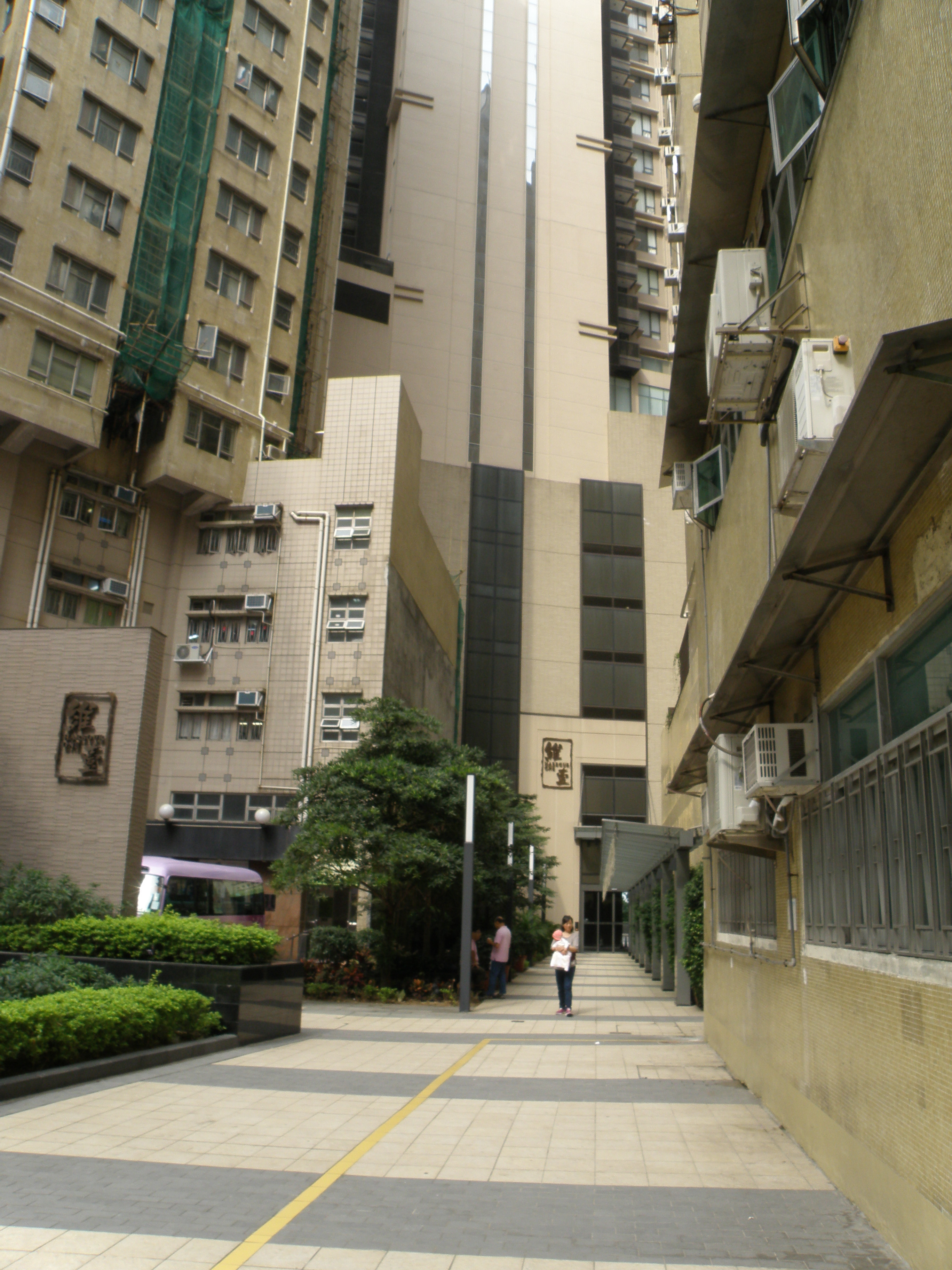
維壹皇后大道西入口

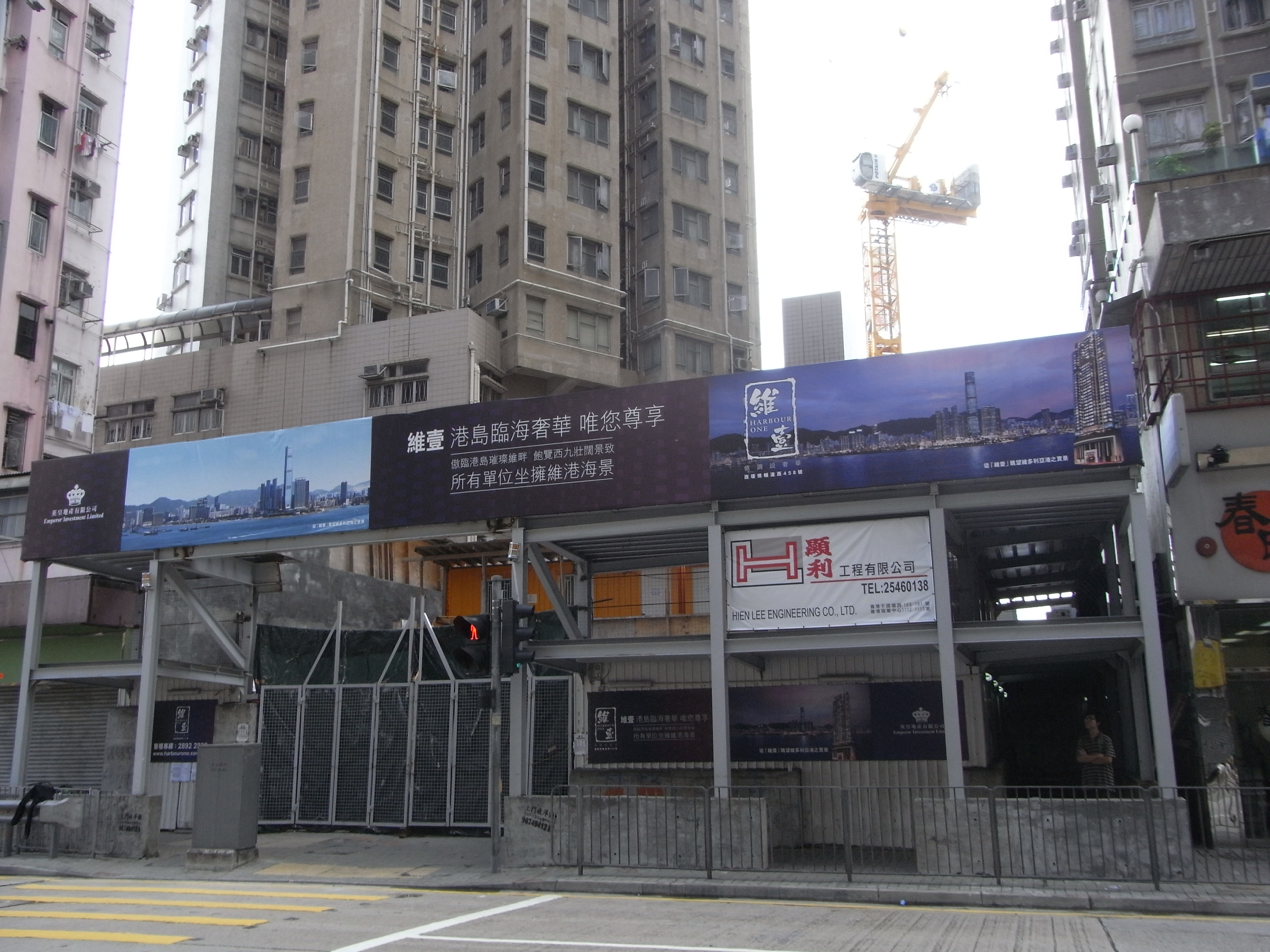
建築中的維壹（2010年）

維壹（Harbour One），是位於香港香港島西環石塘咀德輔道西的單幢住宅，樓高共43層，由英皇集團發展，並由仲量聯行管理，於2012年第三季入伙。

## 歷史
維壹前身為一於1957年建成的七層高唐樓——美景大廈及德富工業大廈。2006年，田生集團以2.34億收購美景大廈，及後田生集團再以1.97億元收購鄰近的德富工業大廈，後英皇地產購入地盤，而其曾考慮把其發展成酒店，其後改成發展37層高住宅項目。

## 簡介
住宅由於望向維多利亞港及位於名校網，故發展商把其包裝成豪宅，開售呎價由$15,000起。樓宇共高37層，其中1至6樓為停車場、7樓及32樓則為空中花園、而8樓為會所，其設施包括室內泳池、健身室、宴會廳等。
另外，41及42樓為特色單位，只為1梯1伙，其中41樓設有平台，而42樓則包括天台。

## 事件
2010年9月18日下午5時，維壹地盤發生工業意外，一名56歲紮鐵工人由高處下墮，證實死亡。 （页面存档备份，存于）

## 附近住宅
- 寶翠園
- 益豐花園
- 龍翔花園

## 名人業主
- 容祖兒[3]
- 謝霆鋒
- 鍾欣潼
- 姜濤：2023年1月以1800萬元購入高層2房單位。[4]

## 外部連結
- 維壹 官方網頁 （页面存档备份，存于）